# 広畑町
広畑町（ひろはたちょう）は、かつて兵庫県に存在していた町である。1946年に姫路市などと合併して広畑区に当たる地域となった。

## 沿革
- 1941年（昭和16年）4月1日 - 広村、八幡村が合併して発足。
- 1946年（昭和21年）3月1日 - （旧）姫路市、飾磨市、白浜町、網干町、大津村、勝原村、余部村とともに姫路市を新設し消滅。